# Xenoschesis aethiops
Xenoschesis aethiops är en stekelart som först beskrevs av Johann Ludwig Christian Gravenhorst 1829.  Xenoschesis aethiops ingår i släktet Xenoschesis och familjen brokparasitsteklar. Arten är reproducerande i Sverige. Inga underarter finns listade i Catalogue of Life.